# ألان خيمينيز
ألان خيمينيز (بالإسبانية: Alan Giménez)‏ (ولد في 16 مارس 1993 في بوينس آيرس، الأرجنتين) لاعب كرة قدم أرجنتيني يجيد اللعب في مركز الظهير الأيسر وبدرجة أقل قلب الدفاع. يلعب حاليا لصالح النجمة الذي ينافس في الدوري البحريني الممتاز منذ 1 فبراير 2022.